# والدبوتلبرون
والدبوتلبرون (به آلمانی: Waldbüttelbrunn) یک شهر در آلمان است که در Würzburg واقع شده‌است.